# Nesorestias nimbata
Nesorestias nimbata är en insektsart som först beskrevs av George Willis Kirkaldy 1910.  Nesorestias nimbata ingår i släktet Nesorestias och familjen sporrstritar. Inga underarter finns listade i Catalogue of Life.